# Cassiopea andromeda
Méduse des mangroves
Espèce
Cassiopea andromeda est une méduse cassiopée également appelée méduse des mangroves que l'on trouve notamment dans les zones Indo-Pacifique, mer Rouge, Méditerranée orientale.